# 早合

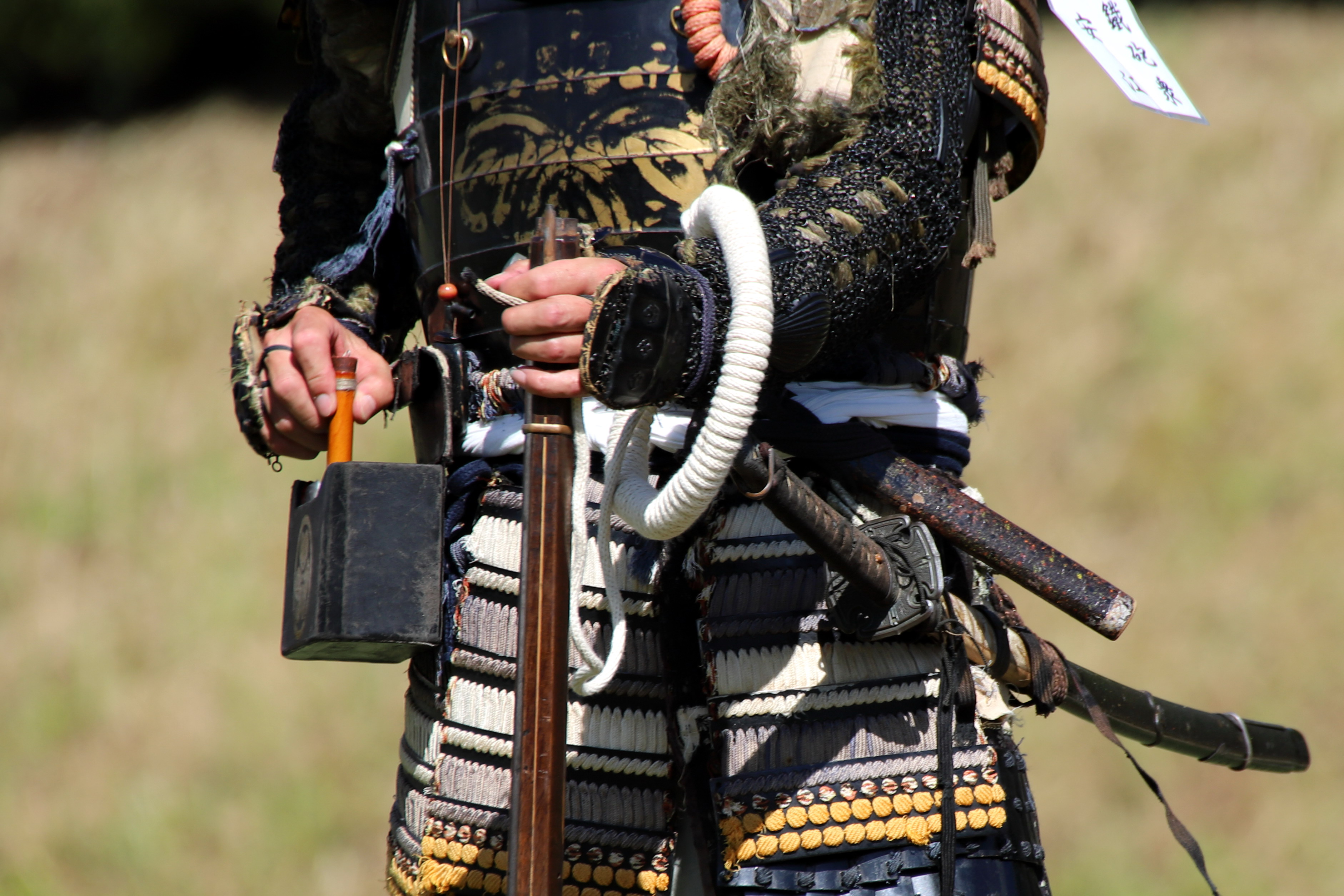
早合を使った火薬の装填

早合（はやごう）は、火縄銃などの前装式銃の装填を簡便にするために用いられた「弾薬包」であり、戦国時代後期もしくは安土桃山時代から使用されていたと云われる。

## 概要
早合は、木、竹、革または紙を漆で固め、それを筒状に成型し、その中に弾と火薬を入れた筒状の物である。早合の中は底から、弾・火薬の順に詰められ、頭部は弾丸の径よりも小さく造られており、口は革製のタンポ、木栓、またはキャップ状の蓋等で塞がれている。

## 装填方法
早合を装填する場合は、先ず蓋または栓をとり、立てた銃の銃口へ蓋をとった一端から火薬とそれに続く弾を一気に注ぎ込み、更に槊杖（かるか、または、さくじょう）を使って薬室に衝き込むという方法がとられた。熟練者なら発砲後の次弾発射準備が18〜20秒で完了する。（通常時38〜40秒）
携行は｢胴乱（どうらん）」と呼ばれるポーチ状の物に入れたり、紐に数珠繋ぎとして肩から袈裟懸けにする等の方法がとられ、これを銃と共に携行した。

## 海外の例

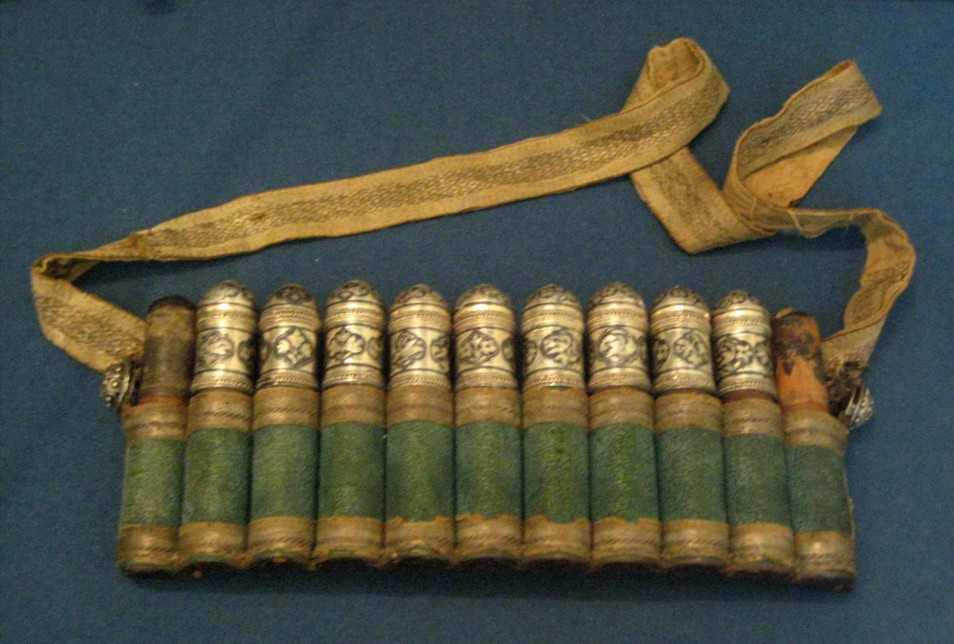
コーカサス地方で使用されたGazyr用の収納ポケットГазырница（Gazyirnitsa）。Gazyrはトルコ語由来で「用意」の意

西欧では日本の早合より稍遅く16世紀末から、「ペーパーカートリッジ」と呼ばれる早合と似た物が使用されていた。
ペーパーカートリッジは、火薬と弾を紙でソーセージ状に包んだ物であるが、使用するときは早合と同じように、カートリッジの弾の入っていない側を歯で噛み破って、中身の火薬を銃口から入れ、そののち弾と残りの紙を槊杖（英語ではランマーまたはラムロッド）で押し込んだ。
西欧では火縄銃時代においては、木製の早合を2本の細紐で印籠繋ぎにしたものを多数ベルトに吊るしそれを袈裟懸けに掛けて携行したが、フリントロック時代には火薬と弾をソーセージ状に包んだペーパーカートリッジをポーチに入れて携行するようになり、それが19世紀半ばのパーカッション時代まで続いた。
またコーカサス地方の男性用民族衣裳(チョハ)では、胸に鉛筆状のものが並んだデザインのものがあるが、これは「木製カートリッジ」Gazyrを並べたものである。